# سیارک ۱۷۰۹۸
سیارک ۱۷۰۹۸ (به انگلیسی: 17098 Ikedamai، نامگذاری:1999JE34) هفده هزار و نود و هشتمین سیارک کشف شده‌است که در ۱۰ مه ۱۹۹۹ کشف شد.
قدر مطلق سیارک برابر ۱۷.۸ است.